# Собор Різдва Богородиці (Прилуки)
Собо́р Різдва́ Богоро́диці у Прилуках з окремою дзвіницею (знищена) — пам'ятка архітектури національного значення 18 століття, православний собор у місті Прилуки. Розташований в історичній частині міста, на межі Соборної площі та площі Іоасафа Бєлгородського.

## Архітектура
Собор збудований із цегли у формах зрілого класицизму. Це однобанна симетрична за композицією споруда. Хрещатість у плані утворюється за рахунок ризалітів, які виступають по осях фасаду кубічного об'єму споруди. Ризаліти завершуються трикутними фронтонами. Західний ризаліт акцентований чотирьохколонним портиком. Споруда піднята на високому цоколі. У соборі було три престоли: посередині — Різдва Пресвятої Богородиці, праворуч Олександра Невського, ліворуч Великомучениці Варвари.
Будував собор купецький син Федір Тимофійович Заболоцький — майстер церковних справ із посаду Літковського-Новосільського повіту Чернігівської губернії.

## Історія
Першою з відомих церков у Прилуках була збудована в 1618 дерев'яна соборна церква Різдва Пресвятої Богородиці. У 1697 році на її місці спорудили нову, теж дерев'яну церкву, яка була знищена під час пожежі 14 вересня 1781 року. Після цього соборною церквою на декілька років стала Спасо-Преображенська церква. Мурований собор Різдва Богородиці будували з 1806–1815 роках. Освячений 1817 р.
Після закриття на початку 1920 років у ньому розмістився архів. Собор є одним із оригінальних зразків зрілого класицизму в Україні.
У 2005 році, у занедбаному стані повернуто прихожанам Української Православної церкви Київського патріархату.